# Gotas de agua sobre piedras calientes
Gotas de agua sobre piedras calientes (Gouttes d'eau sur pierres brûlantes) es una película francesa dirigida por François Ozon y estrenada en 2000, basada en la obra de teatro Tropfen auf heiße Steine, de Rainer Werner Fassbinder.

## Argumento
Se trata de la ópera prima de Ozon, es la película en la cual se muestra la sensualidad del ser humano vista desde varios puntos de vista y de diferentes índoles por las cuales el protagonista deberá atravesar hasta llegar al clímax de la película en el cual el suicidio será parte primordial de la historia. Se diferencia de los demás trabajos de Ozon por la crudeza y por la falta de crítica y de sátira las cuales caracterizan su filmografía. La crueldad de uno de los antagonistas lleva a la destrucción personal del protagonista. El eje central de la película es el amor homosexual y la 
crueldad. 
La obra de Ozon es cruda y dura y la mayoría de los temas de su filmografía es la homosexualidad y el escape del entorno social de los protagonistas; casi generalmente por un "salvavidas" que es el escape sexual y sentimental que se categoriza como antagonista.

## Reparto
- Bernard Giraudeau como Léopold
- Malik Zidi como Franz
- Ludivine Sagnier como Anna
- Anna Levine como Véra

## Música
- "Träume", interpretada por Françoise Hardy.
- Sinfonía n°4 en sol mayor, de Gustav Mahler.
- Réquiem (1. Dies Irae), de Giuseppe Verdi
- Zadok the Priest, de George Frideric Handel.
- "Tanze Samba mit Mir", interpretada por Tony Holiday.

## Recepción
En el sitio web de reseñas Rotten Tomatoes, el 75% de las 24 reseñas de los críticos son positivas, con una calificación promedio de 6.8/10.  Metacritic, que utiliza un promedio ponderado, le asignó a la película una puntuación de 73 sobre 100, basándose en 15 críticos, lo que indica críticas "generalmente favorables".

## Premios
- Festival de Cine de Berlín (Alemania)
  - Ganó : Premio Teddy a la mejor película (François Ozon)
  - Nominado: Oso de Oro de Berlín (François Ozon)
- Premios César (Francia)
  - Nominado: Actor más prometedor (Malik Zidi)
- Festival de Cine Lésbico y Gay de Nueva York (EE. UU.)
  - Ganado : Mejor Película (François Ozon)